# Genesis Live
Genesis Live är progrockgruppen Genesis första livealbum, utgivet i juli 1973. 
Inspelningarna är gjorda i The De Montfort Hall i Leicester och The Free Trade Hall i Manchester under februari 1973, under turnén som följde det senaste albumet Foxtrot, och innehåller material från alla de föregående albumen utom From Genesis to Revelation.

## Låtlista
1. "Watcher of the Skies" - 8:37
2. "Get 'Em Out by Friday" - 9:14
3. "The Return of the Giant Hogweed" - 8:14
4. "Musical Box" - 10:55
5. "The Knife" - 9:46